# Autoregressiv betingad heteroskedasticitet
Autoregressiv betingad heteroskedasticitet eller ARCH (från engelskans autoregressive conditional heteroskedasticity) är en ekonometrisk modell för tidsserier, där man antar att varje felterms varians beror av kvadraten av variansen hos feltermen i närmast föregående period. Teorin publicerades av Robert F. Engle 1982, som tilldelades 2003 års ekonomipris för detta arbete. Modellen och flera av dess varianter används för finansiella tidsserier där volatiliteten har en tendens att bilda kluster, vilket återspeglar finansvärldens växlingar mellan perioder av lugna prisrörelser varvade med perioder av mer oroliga marknadstillstånd.

## Definition
Antag att {\displaystyle ~r_{t}~} är avkastningen av en investering och att {\displaystyle ~r_{t}=\sigma _{t}z_{t}~}, där
{\displaystyle z_{t}\sim ~N(0,1)} och där {\displaystyle \sigma _{t}^{2}} uppfyller ekvationen
{\displaystyle \sigma _{t}^{2}=\alpha _{0}+\alpha _{1}r_{t-1}^{2}+\cdots +\alpha _{q}r_{t-q}^{2}=\alpha _{0}+\sum _{i=1}^{q}\alpha _{i}r_{t-i}^{2}}
och {\displaystyle ~\alpha _{0}>0~} och {\displaystyle \alpha _{i}\geq 0,~i>0}.

## GARCH
Om felets varians följer ARMA-modellen (autoregressive moving average) är den en generaliserad ARCH-modell, vilket kallas GARCH (generalized autoregressive conditional heteroskedasticity).